# Mesosemia thetys
Mesosemia thetys is een vlindersoort uit de familie van de prachtvlinders (Riodinidae), onderfamilie Riodininae.
Mesosemia thetys werd in 1885 beschreven door Godman & Salvin.